# Rarowski

Herb Rarowski Ia

Rarowski (Rhor, Rohr, Ror) – polski herb szlachecki z indygenatu, pochodzący ze Śląska.

## Opis herbu
Juliusz Karol Ostrowski wymienia szereg wariantów tego herbu, z których wszystkie prócz podstawowego występowały na Śląsku i zostały zanotowane w herbarzu Siebmachera. Numeracja odmian pochodzi od Ostrowskiego:
Rarowski Ia (według Niesieckiego, Ostrowskiego, Szymańskiego i Gajla jest to podstawowy wariant herbu):
W polu czerwonym sześć cegieł złotych (1, 2, 3).
Klejnot: nad hełmem, bez korony, jabłko królewskie błękitne z krzyżem i przepaską złotymi, między dwoma delfinami łbami do dołu; prawym srebrnym, lewym czerwonym.
Labry czerwone, podbite złotem.
Ostrowski podaje prawego delfina złotego, opis powyższy za Niesieckim, Szymańskim i Gajlem.
Rarowski Ib:
W polu srebrnym sześć cegieł czerwonych (3, 2, 1).
Klejnot: jabłko królewskie błękitne z krzyżem i przepaską złotymi, między dwiema rybami srebrnymi głowami w dół, prawa srebrna, lewa czerwona.
Labry czerwone, podbite srebrem.
Rarowski II − jak Rarowski Ia, ale godło na opak, a w miejsce jabłka w klejnocie − krzyż równoramienny.
Rarowski III − jak Rarowski Ib, ale w miejsce ryb delfiny – prawy srebrny, lewy czerwony, w miejsce jabłka − krzyż.
Rarowski IV − jak poprzedni, ale cegły dotykają brzegów tarczy, zaś prawy delfin w klejnocie czerwony.
Rarowski V − jak Rarowski Ib, ale w miejsce jabłka – krzyż złoty i prawa ryba w klejnocie czerwona.
Rarowski VI − wariant z pieczęci, bezbarwny, w klejnocie rogi.
Rarowski VII − wariant z pieczęci, bezbarwny, siedem cegieł (3, 3, 1), w klejnocie rogi między którymi krzyż.
Rarowski VIII − pole poszachowane srebrno-czerwono na 15 pól.
W klejnocie dwie ryby głowami w dół, stykające się ogonami, prawa czerwona, lewa srebrna.
Tadeusz Gajl pod nazwą Rarowski (Roraw) przytacza też wariant tego herbu z malowidła w Oleśnicy z XVI wieku. Jest on podobny do Rarowskiego Ib, ale cegły dotykają brzegów tarczy, brak jabłka w klejnocie i lewa ryba czerwona.

## Najwcześniejsze wzmianki
Herb śląskiej rodziny Rhor, której gałąź osiadła w XVI wieku w ziemi wieluńskiej. Z rodziny tej Jan Rhor otrzymał indygenat od Stefana Batorego w 1576 i zmienił nazwisko na Rarowski.

### Legenda herbowa
Wedle legendy, przytaczanej przez Kaspra Niesieckiego, protoplasta Rarowskich miał otrzymać herb z sześcioma cegłami za przyczynienie się do zdobycia dla Cesarza miasta Budzyń w Chorwacji, zajętego przez Turków. Cegły symbolizować miały cegły wyrwane przez Rhora z muru przy szturmie na miasto.

## Herbowni
Rarowski, Rasiewicz, Raszanowicz, Rochra, Ror, Roszanowicz, Rymszewicz.